# 226-я стрелковая дивизия (2-го формирования)
226-я стрелковая Глуховско-Киевская Краснознамённая ордена Суворова дивизия — общевойсковое формирование (соединение, стрелковая дивизия) РККА ВС Союза ССР, участвовавшее в Великой Отечественной войне.

## История службы
Дивизия была сформирована 22 июля 1943 года в Курской области на базе 42-й и 129-й стрелковых бригад. На фронт прибыла 31 июля 1943 года. Воевала в составе 60-й, 18-й, 38-й и 1-й гвардейской армиях Центрального, Воронежского, 1-го Украинского и 4-го Украинского фронтов. Отметилась в боях за Глухов (Сумская область), за освобождение города приказом Верховного Главнокомандующего от 31 августа 1943 года удостоена почётного наименования «Глуховская».
В ночь на 26 сентября части дивизии на подручных средствах переправились через Днепр и захватили плацдарм на его правом берегу в районе села Ясногородка Киевской области, где больше месяца боролись за его расширение. Особенно жестокие бои разгорелись за село Ровы и создание «ровского коридора», откуда и началось последующее наступление. 23 солдата из дивизии Указом Президиума Верховного Совета Союза ССР от 17 октября 1943 удостоены звания Герой Советского Союза «за мужество и героизм, проявленные при форсировании Днепра и удерживании плацдарма на его правом берегу». Среди награждённых был и первый командир дивизии полковник Василий Яковлевич Петренко.
Прорвав сильно укреплённую оборону противника в районе Ров, дивизия прорвалась на юго-запад, чем помогла войскам 1-го Украинского фронта освободить Киев. За это указом Верховного Главнокомандующего № 37 от 6 ноября 1943 года ей было присвоено почётное наименование «Киевская». В ходе битвы за Киев дивизия освободила сёла Фёдоровка, Катюжанка, Феневичи, Блидча, Кухари, станцию Тетерев, деревни Головки, Любовичи, Малин, Чоповичи, Хотыновка, Стремигород. 16 ноября в результате мощного удара овладела большим железнодорожным узлом и основным опорным пунктом обороны Коростеня, благодаря чему указом Верховного Главнокомандующего № 44 от 18 ноября 1943 была представлена к Ордену Красного знамени.
С боями прошла от Киева до Праги, завершив свой боевой путь 11 мая 1945 в Чехословакии. Награждена орденом Суворова 2-го степени.

## Состав
- управление
- 985-й стрелковый полк — командир гвардии подполковник Латышев Николай Петрович, 1900 г.р. (авг. 1941 — сент. 1943 — комиссар 4-го Воронежского стрелкового полка 1-й гвардейской стрелковой дивизии)
- 987-й стрелковый полк
- 989-й стрелковый полк — командир Гончарук Виталий Викентьевич, 1904 г.р. (состоянием на сентябрь, 1943 г.)
- 730-й (806-й) артиллерийский полк
- 329-й отдельный истребительно-противотанковый дивизион
- 348-я отдельная разведывательная рота
- 553-й отдельный сапёрный батальон
- 625-й отдельный батальон связи (153-я отдельная рота связи)
- 328-й медико-санитарный батальон
- 290-я отдельная рота химической защиты
- 417-я автотранспортная рота
- 298-я (299-я) полевая хлебопекарня
- 52-й дивизионный ветеринарный лазарет
- 1774-я полевая почтовая станция
- 1731-я полевая касса Госбанка

Перечень № 5 Стрелковых, горнострелковых, мотострелковых и моторизованных дивизий, входивших в состав действующей армии в годы Великой Отечественной войны 1941—1945 гг. / А. П. Покровский. — М.: Министерство обороны, 1956. — 218 с.

## Командование

### Командиры
- полковник Петренко, Василий Яковлевич (22.07.1943 — 22.05.1944)
- подполковник, с 10 августа 1944 полковник Тетенко, Михаил Григорьевич (23.05.1944 — 08.09.1944)
- генерал-майор Кропотин, Николай Алексеевич (09.09.1944 — 11.05.1945)

### Заместители командира
- полковник Хотеев, Степан Павлович (??.10.1943 — 23.09.1944)

## Награды дивизии
- 31 августа 1943 года — Почётное наименование «Глуховская» — присвоено приказом Верховного Главнокомандующего за отличие в боях при освобождении города Глухов
- 6 ноября 1943 года — Почётное наименование «Киевская» — присвоено приказом Верховного Главнокомандующего за отличие в боях при освобождении Киева
- 18 ноября 1943 года —  Орден Красного Знамени — награждена указом Президиума Верховного Совета СССР за образцовое выполнение заданий командования на фронте борьбы с немецкими захватчиками и проявленные при этом доблесть и мужество[1]
- 17 февраля 1944 года —  Орден Суворова II степени — награждена указом Президиума Верховного Совета СССР за образцовое выполнение боевых заданий командования в боях за освобождение города Шепетовки и проявленные при этом доблесть и мужество[2]

Награды частей дивизии:
- 985-й стрелковый ордена Суворова[3] полк
- 987-й стрелковый ордена Суворова[3] полк
- 989-й стрелковый ордена Кутузова полк
- 329-й отдельный истребительно-противотанковый ордена Богдана Хмельницкого[4] дивизион
- 553-й отдельный сапёрный ордена Богдана Хмельницкого[5] батальон
- 625-й отдельный ордена Богдана Хмельницкого[3] батальон связи

## Отличившиеся воины
Герои Советского Союза:
- Акатов, Виктор Григорьевич, рядовой, сапёр 553 отдельного сапёрного батальона
- Афанасьев, Александр Фадеевич, сержант, командир отделения автоматчиков 985 стрелкового полка
- Боев, Иван Капитонович, старший сержант, командир отделения 553 отдельного сапёрного батальона.
- Волгин, Иван Тимофеевич, сержант, комсорг 3-го батальона 985 стрелкового полка.
- Глебов, Леонид Иванович, капитан, начальник штаба 989 стрелкового полка.
- Грищенко, Михаил Павлович, старший сержант, санинструктор батальона 987 стрелкового полка.
- Джуманьязов, Уразбай, рядовой, автоматчик 985 стрелкового полка.
- Домнин, Павел Иванович, сержант, командир пулемётного расчёта 985 стрелкового полка.
- Жабоедов, Николай Никитович, рядовой, сапёр сапёрного взвода 985 стрелковго полка.
- Жаров, Фёдор Тимофеевич, старший лейтенант, командир пулемётной роты 985 стрелкового полка.
- Жеребцов, Василий Григорьевич, майор, заместитель командира 987 стрелкового полка.
- Ковалёв, Павел Савельевич, рядовой, сапёр 985 стрелкового полка.
- Котов, Михаил Семёнович, младший сержант, командир пулемётного расчёта 985 стрелкового полка.
- Лев, Рафаил Фроимович, старший лейтенант, командир роты 989 стрелкового полка.
- Макеев, Алексей Васильевич, рядовой, комсорг стрелкового батальона 989 стрелкового полка.
- Никитченко, Иван Моисеевич, рядовой, автоматчик 985 стрелкового полка.
- Петренко, Василий Яковлевич, полковник, командир дивизии.
- Петров, Антон Ильич, майор, командир 985 стрелкового полка.
- Посадский, Иван Никитович, подполковник, командир 985 стрелкового полка.
- Рыбак, Ульян Александрович, старшина, помощник командира взвода 348-й отдельной разведывательной роты.
- Садомсков, Павел Степанович, рядовой, разведчик взвода пешей разведки 987 стрелкового полка.
- Соченко, Макар Степанович, младший лейтенант, командир сапёрного взвода 985 стрелкового полка.
- Терновой, Пётр Иванович, ефрейтор, разведчик 985 стрелкового полка.
- Читалин, Михаил Иванович, старший лейтенант, заместитель командира 1 стрелкового батальона по политической части 989 стрелкового полка.
- Шалашков, Николай Ильич, ефрейтор, сапёр 553 отдельного сапёрного батальона.

Кавалеры ордена Славы 3-х степеней:
- Вербанов Иван Григорьевич, ефрейтор, разведчик 348 отдельной разведывательной роты. Перенаграждён орденом Славы 1 степени указом Президиума Верховного Совета СССР от 19 августа 1955 года.